# Lac Pikauba
Pour les articles homonymes, voir Pikauba.
Le lac Pikauba est un plan d'eau douce dans le bassin versant de la rivière Chicoutimi (via le lac Kénogami) et de la rivière Saguenay. Le lac Pikauba est situé dans le territoire non organisé de Lac-Pikauba, dans la MRC de Charlevoix, dans la région administrative de la Capitale-Nationale, dans la province de Québec, au Canada. Le lac Pikauba est situé dans la partie centrale de la réserve faunique des Laurentides.
Le bassin versant du lac Pikauba est surtout desservi indirectement par la route 175 qui relie la ville de Québec (ville) à Saguenay. La rivière Pikauba Nord-Ouest est desservie par quelques autres routes forestières secondaires pour les besoins la foresterie et des activités récréotouristiques.
La foresterie constitue la principale activité économique du secteur ; les activités récréotouristiques, en second.
La surface du lac Pikauba est habituellement gelée du début de décembre à la fin Pikauba, toutefois la circulation sécuritaire sur la glace se fait généralement de la mi-décembre à la mi-Pikauba.

## Géographie
L’embouchure du lac Pikauba est située à environ 3,5 km au nord-est de la limite des régions administratives de Saguenay-Lac-Saint-Jean et de la Capitale-Nationale. Les principaux bassins versants voisins du lac Pikauba sont :
- côté nord : rivière Cyriac, rivière Pikauba, grand lac aux Montagnais, lac Marchand, lac de l’Enfer, rivière à Mars Nord-Ouest ;
- côté est : lac à Mars, lac des Bouleaux, rivière à Mars Nord-Ouest, rivière à Mars, rivière du Chemin des Canots, rivière Malbaie ;
- côté sud : lac Verchères, ruisseau Philippe, rivière Pikauba, lac Jacques-Cartier ;
- côté ouest : rivière Pikauba, lac Decoigne, ruisseau Noir, rivière Pikauba, lac Davenport, lac Talbot, rivière aux Écores Nord-Est.

Le lac Pikauba comporte une longueur de 10,2 km, une largeur maximale de 1,9 km, une altitude est de 827 m et une superficie de km2. Ce lac comporte une baie s’étirant sur 1,5 km vers le nord-ouest ; le premier émissaire (rivière Pikauba) du lac est situé sur la rive sud-ouest de cette baie. Il comporte un deuxième émissaire situé sur la rive nord d’une autre baie du côté nord se déversant dans la rivière Cyriac. Il comporte aussi une baie (côté Sud) recevant la décharge du lac Verchères, une petite baie sur la rive est recevant la décharge du lac des Bouleaux, une autre baie sur la rive est recevant deux ruisseaux.
Ce lac est doté d’un rétrécissement générant un détroit d’une centaine de mètres de largeur démarquant la partie nord du lac. Le premier émissaire de ce lac est situé au fond d’une baie de la rive nord, à :
- 5,8 km au nord-est de la route 175 reliant les villes de Québec et de Saguenay ;
- 6,9 km à l’est d’une baie de la rive sud-est du lac Talbot lequel est traversé par la petite rivière Pikauba ;
- 8,1 km au sud-ouest du lac à Mars ;
- 8,6 km au sud-est de la jonction des routes route 175 et route 169 ;
- 38,3 km au sud-ouest du barrage à l’embouchure du lac Ha! Ha! ;
- 54,8 km au sud-est du lac Kénogami ;
- 70,3 km au sud-est de la confluence de la rivière Chicoutimi et de la rivière Saguenay, soit au centre-ville de Saguenay.

À partir de l’embouchure du lac Pikauba, le courant descend le cours de :
- la rivière Pikauba (1re émissaire) sur 138,8 km d’abord vers le sud, puis généralement vers le nord ; puis, le lac Kénogami sur 19,1 km vers l’est, puis le nord ;
- la rivière Cyriac (2e émissaire) sur 57,2 km généralement vers le nord ; puis, le lac Kénogami sur 7,9 km vers le nord ;
- la rivière aux Sables sur 12,3 km vers le nord ;
- la rivière Saguenay sur 151,2 km vers l’est jusqu’à Tadoussac où il conflue avec l’estuaire du Saint-Laurent.

## Toponymie
Le terme « Pikauba » est dérivé d'un terme innu, « opikopau », signifiant « lac resserré par des aulnes,... ». Opi est une racine pour indiquer qu'une chose est renfermée ou resserrée. « Kopau » est une terminaison innue au présent indicatif pour désigner un lac avec aulnes, joncs et autres. La carte de l'arpenteur provincial Frederic William Blaiklock de 1852 mentionne le nom « Chicoutimi Lake » pour identifier ce lac. Le spécifique « Pikauba » est utilisé dans plusieurs toponymes de la réserve faunique des Laurentides. La carte du père Laure de 1731 indique plutôt « rivière Ouapikoupau ». Selon le père Joseph-Étienne Guinard, dans les langues innue et crie notamment, on relève la forme « pikobaw » que le père Laure traduit de la langue innue par « resserrée ou masquée par des joncs ». Une autre source prétend plutôt que « pikobaw » se décompose en « pik », signifiant « menu », « kobaw », « broussailles » et « wabi », « blanc », donnant « broussailles blanches » ou « menues broussailles ».Variantes toponymiques officialisés dans l’histoire : Grand lac Pikauba, Lac Picauba et Upikauba.
Le toponyme « lac Pikauba » a été officialisé le 5 décembre 1968 par la Commission de toponymie du Québec.